# Пивоваров, Алексей Владимирович
Алексе́й Влади́мирович Пивова́ров (род. 12 июня 1974, Москва) — российский журналист, медиаменеджер, теле- и радиоведущий, блогер, создатель YouTube-канала «Редакция».
Корреспондент, ведущий программ новостей «Сегодня» и «Страна и мир», а также автор документальных фильмов на телеканале НТВ (1993—2013), продюсер трансмедийных проектов в холдинге «СТС Медиа» (2013—2016), главный редактор и генеральный продюсер телеканала RTVI (2016—2020). С марта 2019 года — автор YouTube-канала «Редакция», независимого журналистского проекта. Обладатель серебряной (2019) и золотой (2020) кнопок YouTube. По состоянию на август 2024 года, канал имеет 4,3 млн подписчиков и 1,4 млрд просмотров.
3 июня 2022 года Минюст РФ внёс Алексея Пивоварова в реестр физических лиц, выполняющих функции иностранного агента.

## Детство и юность
Родился 12 июня 1974 года в Москве. В 1981—1991 годах учился в московской школе № 20 (сегодня это — ЦО № 1239). В 1997 году окончил вечернее отделение факультета журналистики МГУ им. М. В. Ломоносова.
В 1988—1991 годах внештатно работал корреспондентом и ведущим программы «Пионерская зорька» в детской редакции Всесоюзного радио.
В 1991—1993 годы — ведущий, корреспондент на радиостанции «Максимум».
Данные ДНК анализа показали, что Пивоваров является на 95% русским.

## Работа на НТВ
Следующие 20 лет профессиональная деятельность Пивоварова была связана с телекомпанией НТВ. С октября 1993 по май 2004 года — корреспондент в программе Леонида Парфёнова «Намедни. Неполитические новости» (впоследствии — информационно-аналитической программы под таким же названием) на НТВ.
С января 1996 по декабрь 2003 года — корреспондент службы информации НТВ (программы «Сегодня», «Герой дня» и «Итоги»). В дни теракта на Дубровке вёл несколько экстренных выпусков программы «Сегодня».
В апреле 2001 года, во время конфликта между группой Владимира Гусинского «Медиа-Мост» и «Газпром-Медиа», связанного с переходом телекомпании под контроль государства, Пивоваров покинул НТВ в знак протеста против позиции, занятой в этом конфликте большинством журналистов, руководством компании и её генеральным директором Евгением Киселёвым. В ночь перехода НТВ под контроль «Газпрома» и после вынужденного ухода команды «старого НТВ», вернулся на телеканал, тем самым согласившись работать вместе с Борисом Йорданом и новой администрацией.
С февраля 2003 по декабрь 2004 года — ведущий программы «Страна и мир» на том же телеканале в паре с Асет Вацуевой. Иногда работал корреспондентом программы «Страна и мир». Покинул программу в декабре 2004 года, после того, как в её эфире озвучил саркастические комментарии в адрес руководства канала относительно назначения Леонида Парфёнова главным редактором «Русского Newsweek».
С января по сентябрь 2005 года — ведущий программы «Сегодня 22:00». В апреле 2005 года как автор и ведущий данной программы записывал беседу с государственным секретарём США Кондолизой Райс.
С осени 2005 года под формат «Страны и мира» были адаптированы и другие вечерние выпуски новостей НТВ.
С сентября 2005 по октябрь 2013 года — ведущий вечерних выпусков программы «Сегодня». С сентября 2006 по октябрь 2013 года — ведущий программы «Сегодня» в 19:00 (в паре с Лилией Гильдеевой).
С мая 2007 по октябрь 2011 года единолично вёл второй вечерний выпуск «Сегодня» в 22:45 (позже — в 22:40, 23:00, 23:15). С 2011 по 2013 год также был одним из ведущих программы «Сегодня. Итоги». Вёл несколько экстренных выпусков программы «Сегодня» в дни парламентских и президентских выборов 2007, 2008 и 2012 годов.
Параллельно с ведением информационных программ, в 2006 — 2011 годах — ведущий программы «Авиаторы» на НТВ.
С апреля 2008 по октябрь 2013 года также занимал пост руководителя вечерних информационных программ НТВ.
В 2010—2011 годах — ведущий программы о самых богатых людях России под названием «Капитал.ру».
В апреле и декабре 2012 года Пивоваров принял участие в двух «Разговорах с Дмитрием Медведевым» как журналист НТВ.
Во время протестного движения 2011 года отказался выйти 10 декабря 2011 года в эфир с вечерними новостями, если в них, как планировало руководство НТВ, не будет освещаться запланированный на этот день митинг «За честные выборы». В итоге новостной выпуск «Сегодня» от 10 декабря вышел в эфир с Пивоваровым, а новость о протестах стала главным его сюжетом, при этом руководство НТВ отрицает существование такого ультиматума.

## После работы на НТВ
С 5 ноября 2013 года работал продюсером и менеджером на СТС Медиа. В феврале 2014 года возглавил департамент трансмедийных проектов в той же компании.
С 7 июня по 2 августа 2015 года являлся одним из ведущих телепроекта «Парк» на «Первом канале» с Ириной Муромцевой и Николаем Фоменко.
В марте 2016 года покинул холдинг СТС Медиа — за весь свой период работы в качестве руководителя digital-направления компании Пивоваров, по его словам, «сделал всё, что мог сделать». В качестве независимого продюсера работал над документальными фильмами и телепроектами для разных телеканалов России, в том числе и для НТВ.
В сентябре 2016 года стал генеральным продюсером телеканала RTVI.
В спецвыпуске о вынужденной посадке самолета A-320 на поле, размещённом 12 сентября 2023 года в YouTube-канале «Редакция», сообщил, что «является человеком, связанным с авиацией, в прошлом — пилотом».

## На YouTube-канале «Редакция»
В марте 2019 года Пивоваров запустил собственный YouTube-канал «Редакция». Уже через год число его подписчиков достигло 1 млн. 25 июня 2020 года было объявлено, что Алексей Пивоваров покидает пост главного редактора RTVI и сосредоточится на YouTube-канале «Редакция», который будет продолжать плотное сотрудничество с RTVI.
3 июня 2022 года был внесён Минюстом РФ в список СМИ — «иностранных агентов». По заявлению Алексея Пивоварова, «Редакция» планирует оспорить решение министерства.
Согласно расследованию издания «Проект», в начале 2022 года Пивоваров получил 2,5 млн. рублей от провластного подрядчика «Да-тим», созданного одним из руководителей VK и внучатым племянником друга президента РФ Владимира Путина Юрия Ковальчука Степаном Ковальчуком. По словам журналиста, через «Да-Тим» с ним за покупку исходников фильма про Байкало-Амурскую магистраль расплатилась госкомпания РЖД.

## Документальные и игровые фильмы
Принимал участие в создании ряда документальных и игровых фильмов:
- 1998 — «Rolling Stones специально для НТВ» (документальный, НТВ, ведущий и интервьюер, эфир 20 июля 1998)[58]
- 2000 — «Специальный репортаж. Вторая линия» (документальный, НТВ, автор и ведущий)
- 2009 — «Ржев. Неизвестная битва Георгия Жукова» (документально-игровой, НТВ)[59][60]
- 2009 — «Москва. Осень. 41-й» (документально-игровой, НТВ)[61]
- 2010 — «Брест. Крепостные герои» (документально-игровой, НТВ)[62]
- 2010 — «Мой грех» (художественный, НТВ)
- 2010 — «Хозяин» (художественный, НТВ)
- 2010—2011 — «Дело тёмное» (документальный, руководитель программы, НТВ)
- 2011 — «Центр помощи Анастасия» (продюсер, НТВ)[63]
- 2011 — «Вторая ударная. Преданная армия Власова» (документально-игровой, НТВ)[64]
- 2011 — «22 июня. Роковые решения» (документально-игровой, НТВ)[65][66]
- 2011 — «СССР. Крах империи» (документальный, 7 серий, НТВ)
- 2011 — «Ельцин. Три дня в августе» (художественный, НТВ)[67][68]
- 2012 — «Белый человек» (художественный, 4 серии, НТВ)
- 2012 — «Отечественная. Великая» (документально-игровой, НТВ)[69]
- 2012 — «Хлеб для Сталина. Истории раскулаченных» (рабочее название — «Серп и молох»[70]) (документально-игровой, НТВ)[71][72]
- 2012 — «„Локомотив“. Команда на взлёт» (документальный, НТВ)
- 2012 — «Октябрь 17-го. Почему большевики взяли власть» (документальный, НТВ)[73]
- 2012 — «Предчувствие» (художественный, 16 серий, НТВ)
- 2012—2014 — «Срок» (в соавторстве с Павлом Костомаровым и Александром Расторгуевым)[74]
- 2013 — «Егор Гайдар: Гибель империи» (документальный, НТВ)[75]
- 2014 — «Курортная полиция» (художественный, 20 серий, НТВ)
- 2015 — «Розыгрыш» (художественный, 4 серии, НТВ)
- 2015 — «Метеорит» (художественный, 8 серий, НТВ)
- 2016 — «Красная Пасха» (документальный, в соавторстве с Ольгой Беловой, НТВ)[47][76]
- 2016 — «90-е. Цена вопроса» (документально-игровой, НТВ)[77]
- 2016 — «Распутин. Расследование» (документально-игровой, НТВ)[78]
- 2016 — «Одиннадцать великих Че» (документальный, 11 серий, «Че», в августе 2017 года был показан только один фильм)[79]
- 2017 — «100 великих полководцев. Василий Чапаев» (документальный, не был завершён)[80]
- 2019 — «Президент 2.0» (документальный, о втором президенте Казахстана)[81][82]

Автор выпуска о серии взрывов жилых домов в России осенью 1999 года и их альтернативной версии.

## Фильмография
- 2019 — «Кухня. Война за отель» — в роли самого себя

## Семья
Жена (с 6 августа 2005) — журналистка Анна Шнайдер.
Сын — Иван Пивоваров (2009). 11 января 2024 года Алексей сообщил, «что стал отцом двоих детей» (дочь Варвара Пивоварова).

## Признание и награды
- В сентябре 2004 года Алексей Пивоваров получил «Орфея» конкурса «ТЭФИ-2004» за репортаж «Кровь с молоком» в программе «Намедни»[86].
- 27 ноября 2006 года награждён медалью ордена «За заслуги перед Отечеством» II степени — «за вклад в развитие отечественного телерадиовещания и многолетнюю плодотворную работу»[87].
- Благодарность Президента Российской Федерации (23 апреля 2008 года) — «за информационное обеспечение и активную общественную деятельность по развитию гражданского общества в Российской Федерации»[88].
- В апреле 2009 года получил спецприз кинематографической академии «Ника» за документальный фильм «Ржев. Неизвестная битва Георгия Жукова»[89].
- Общенациональная премия журнала GQ «Человек года — 2010» в номинации «Лицо из телевизора»[90].
- Серебряная кнопка YouTube (2019)
- Золотая кнопка YouTube (2020)
- Общенациональная премия журнала GQ «Человек года — 2020» в номинации «Лицо с экрана» — за то, что вывел журналистские расследования на YouTube на новый уровень и на канале «Редакция» рассказывал об эпидемии COVID в Дагестане, а также экологической катастрофе в Норильске[91].
- Пивоваров дважды получал журналистскую премию «Редколлегия»: в декабре 2019 года за видео «Катастрофа Ту-154: из-за чего погибли Доктор Лиза и хор Александрова?» и в мае 2020 года за видео «Почему Дагестан стал горячей точкой на карте эпидемии»[92].
- В 2022 году занял шестое место в рейтинге инфлюенсеров-блогеров Romir Influence Ranking[93].